# Île de Wallops
L'Île de Wallops (en anglais : Wallops Island) est une île de 16 km au large de la Eastern Shore de Virginie, qui s'étendent le long de la côte est des États-Unis. Elle est située dans le comté d'Accomack, en Virginie. L'île est juste au sud de Chincoteague, un quartier touristique de la destination.
L'île est principalement utilisée pour la Wallops Flight Facility de la NASA, y compris le Mid-Atlantic Regional Spaceport.
Le Wallops Island National Wildlife Refuge (en) est situé sur l'île.

## Climat
| Mois                                  | jan.     | fév.     | mars     | avril   | mai     | juin    | jui.    | août    | sep.    | oct.    | nov.    | déc.     | année    |
| ------------------------------------- | -------- | -------- | -------- | ------- | ------- | ------- | ------- | ------- | ------- | ------- | ------- | -------- | -------- |
| Température minimale moyenne (°C)     | −1,4     | −0,5     | 2,8      | 7,7     | 13,1    | 18,4    | 21,3    | 20,4    | 17,2    | 10,8    | 4,8     | 0,8      | 9,6      |
| Température moyenne (°C)              | 3,3      | 4,3      | 7,7      | 12,8    | 17,8    | 22,9    | 25,7    | 24,7    | 21,6    | 15,7    | 9,8     | 5,6      | 14,3     |
| Température maximale moyenne (°C)     | 7,9      | 9,2      | 12,5     | 17,9    | 22,6    | 27,4    | 30,1    | 29      | 25,9    | 20,6    | 14,9    | 10,3     | 19       |
| Record de froid (°C) date du record   | −18 1994 | −18 2015 | −10 2014 | −3 2021 | 1 2020  | 6 1967  | 12 1988 | 9 1986  | 6 1992  | −2 1974 | −7 2014 | −16 1989 | −18 2015 |
| Record de chaleur (°C) date du record | 26 2002  | 26 2002  | 30 1990  | 34 1990 | 36 1991 | 38 2012 | 39 2012 | 38 1977 | 36 1983 | 34 2019 | 28 1993 | 26 1971  | 39 2012  |
| Précipitations (mm)                   | 80       | 71,4     | 99,3     | 79,2    | 81,3    | 86,1    | 111     | 109,7   | 110     | 102,1   | 73,2    | 95,3     | 1 098,6  |
| dont neige (cm)                       | 9,4      | 6,6      | 1,8      | 0,5     | 0       | 0       | 0       | 0       | 0       | 0       | 0,04    | 4,1      | 22,4     |
| Nombre de jours avec précipitations   | 10,8     | 9,4      | 10,9     | 10,5    | 11      | 10,1    | 10,7    | 9       | 8,4     | 8,4     | 8,7     | 10,5     | 118,4    |
| Nombre de jours avec neige            | 2        | 1,4      | 0,8      | 0,1     | 0       | 0       | 0       | 0       | 0       | 0       | 0,04    | 0,7      | 5        |

| Diagramme climatique                                  |             |             |             |              |              |             |             |             |               |             |             |
| J                                                     | F           | M           | A           | M            | J            | J           | A           | S           | O             | N           | D           |
| 7,9−1,480                                             | 9,2−0,571,4 | 12,52,899,3 | 17,97,779,2 | 22,613,181,3 | 27,418,486,1 | 30,121,3111 | 2920,4109,7 | 25,917,2110 | 20,610,8102,1 | 14,94,873,2 | 10,30,895,3 |
| Moyennes : • Temp. maxi et mini °C • Précipitation mm |             |             |             |              |              |             |             |             |               |             |             |

## Galerie

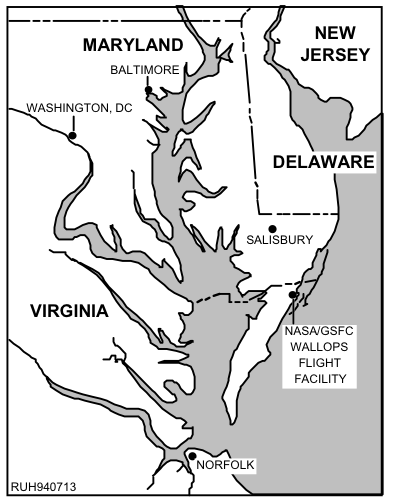
L'emplacement de l'Île de Wallops, et des installations de la NASA
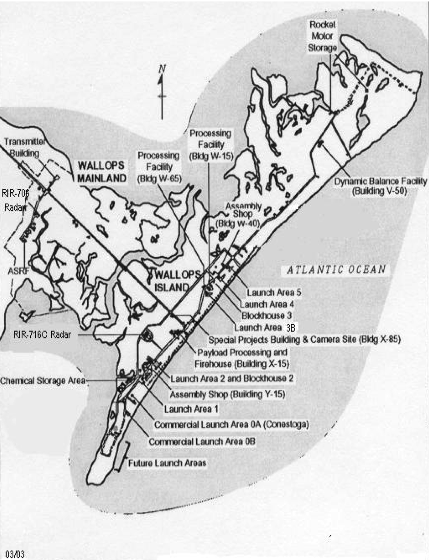
LÎle de Wallops, installations de soutien et de rampes de lancement.